# Flystyrtet ved Broballe den 29. januar 1944
Flystyrtet ved Broballe den 29. januar 1944 er en ulykke, der skete ved Broballe, der er en bebyggelse der hører under Oksbøl Sogn på øen Als.
Natten til 29. januar 1944 deltog to Avro Lancaster bombefly i et bombetogt mod Berlin.
Forfulgt af tyske natjagere over Als, stødte de to maskiner sammen.
JA967 styrtede ned ved Broballe og HK537 styrtede ned ved Mjels (Oksbøl Sogn) .
Alle 14 besætningsmedlemmer blev dræbt ved styrtene.
Begge besætninger er begravet på Aabenraa Kirkegård.
Der findes en mindesten på vejen mellem Oksbøl og Mjels nord for Broballe.